# Холодова, Клавдия Фёдоровна
Холодова Клавдия Фёдоровна (14 октября 1943 — 8 февраля 1976) — русская советская поэтесса и журналистка.

## Биография
Родилась в селе Дьяконово Курской области, в многодетной крестьянской семье. Окончила Курский строительно-монтажный техникум и была распределена на работу в строительную организацию Астрахани.
Работая на стройке, она начала писать стихи, которые с 1964 г. стали публиковаться в астраханской молодёжной газете «Комсомолец Каспия». 
С первого своего появления стихи Клавдии Холодовой стали популярны в молодёжной среде. Особый интерес вызвало её стихотворение «Голубой олень» о хрупкой чистоте первой любви. Оно вошло в её первый сборник «Я верю», изданный газетой «Комсомолец Каспия» в 1965 г.
Через два года в 1967 в Нижнее-Волжском издательстве под этим названием — «Голубой олень» — вышел её второй сборник.
В следующей книжке — «Лесная река» изданной в 1974 году, кроме лирических стихов, были опубликованы поэмы «Память» и «Ворожба» написанные по своим детским ощущениям военного времени.
Она стала сотрудником газеты «Комсомолец Каспия», писала для неё статьи, очерки и репортажи, организовала при редакции газеты литературную студию «Подснежник», публиковалась также в газетах «Литературная Россия», в журнале «Молодая гвардия», в журналах городов Поволжья. 

Её голос звучал в передачах Всесоюзного и Астраханского радио, на волнах радиостанции «Юность», в эфире областного телевидения.
Она стала членом Союза журналистов, была  посмертно награждена Премией Астраханского комсомола в 1977 году.
В 1975 г. она участвовала в 6-м Всесоюзном совещании молодых литераторов в семинаре Василия Фёдорова. И в том же году подготовила для издательства «Современник» новую книгу стихов «Родниковая кровь», которую она собрала для вступления в Союз писателей. Но увидеть свою книгу не успела — она умерла в 1976 году от осложнения после гриппа на 33-м году жизни.
Поэтическим провидением стали её стихи, написанные в последние месяцы жизни: «И я отправляюсь в свой последний путь…», вошедшие в её посмертный сборник «Буду солнечно жить», 1978 г.

## Семья
Муж — Коломенко Герман Викторович,  (10 июня 1943 — 7 июня 2014),  журналист,  автор очерков о творческих деятелях Астрахани, член Союза журналистов России.

Дочь — Жанна  Германовна, (18 сентября 1967 — 22 июня 2002).
|  |  |  |  |

## О поэзии Клавдии Холодовой
В стихах Клавдии Холодовой отражен глубокий духовный поиск, искренность чувств и романтическое ощущение жизни. Главные мотивы её стихотворений — обостренное чувство своей родины, поэзия послевоенного детства, романтика работы, хрупкая женственность и преданная любовь.

Исследователи находят в её стихах творческое влияние Александра Блока, Сергея Есенина, Марины Цветаевой. 
 Её первые стихи читал Сергей Городецкий. Она входила в семинары Василия Федорова. Виктора Бокова.
 Предисловия к её сборникам писали Валентин Сорокин, Виктор Кочетков.
Поэтическое наследие Клавдии Холодовой невелико — всего пять сборников, выпущенных
в советское время в период с 1965 по 1978 гг., да сохранившиеся в семейном архиве её неопубликованные стихи, варианты и письма.
При внешней простоте стихов поэтический мир Клавдии Холодовой разнообразен и многослоен, и представляет собой определенную систему образов, художественных посланий, внутренних движений и загадок.
 Ей стихи по тематическому принципу могут быть сгруппированы в пять рубрик.
В первой «Голубой олень» её ранние стихи о робкой нежности, хрупкости первой любви, о надеждах и «голубом видении».
Во второй рубрике «И резкий хруст бессильных крыл» сложные переплетения трудной любви, смятений, разочарований, внутреннего разлома.
В третьей - «Мир добрых и умелых рук» преобладают портреты и образы людей окружающего мира, та реальность, в которой живёт лирический герой и в которую он пытается себя вписать.
Стихи четвёртой рубрики —  «Родниковая кровь» раскрывают ту духовную основу, на которой взрастала личность поэтессы — ей малая родина, трудное детство, память недавней войны, родных и близких людей, с которыми она связана духовными нитями.
Более глубокие слои внутреннего мира открываются в поэме «Ворожба», написанной на основе своих детских впечатлений. 
 В ней судьбы реальных людей, сильные характеры, народные плачи и обычаи.
В стихах пятой рубрики «Пути возвращения» отражены попытки осмысления своего места на земле и во времени, подведение жизненных итогов. Среди них наиболее известное стихотворное обращение к будущему поколению: «И я отправлюсь в своей последний путь».

### Из отзывов
Прямое, открытое, «беззащитное признание» — главная черта поэзии Клавдии Холодовой. 
В новых книгах ей предстоит трудная работа — по ступеням лирического чувства сойти в самые глубины духовной жизни, чтобы вынести оттуда слова врачующей силы и родниковой свежести.
Виктор Кочетков
Когда слушаешь стихи Клавдии Холодовой, хочется быть добрее к людям, чаще дышать природой, светлее грустить… Столько в них ласки и беззащитной доверчивости!
Валентин Сорокин
Она была поэтом от Бога: ей было дано видеть суть поэзии, её притягательность и мучительность. Какая прекрасная, мудрая фраза: «И все слова имеют ценность, Когда есть право говорить». Стихи Клавдии не относятся к категории гражданских: они человеческие, по-женски мудрые и прозрачные, эмоциональные и притягательные.
Ирина Лейшгольд

## Литературная премия имени Клавдии Холодовой
В память астраханской поэтессы Клавдии Холодовой (1943—1976).
в 1999 году Комитетом по делам молодёжи администрации Астраханской области и Астраханским отделением Союза писателей России для поддержки молодых талантливых литераторов утверждается Премия Клавдии Холодовой Литературная премия имени Клавдии Холодовой. 
  
В 2001 г. решением главы администрации Астраханской области конкурс на эту литературную премию был включен в государственную программу реализации молодёжной политики на территории Астраханской области на 2001—2003 годы.
Премией были награждены: 

1999 — Дина Немировская за книгу стихотворений «На шестом причале» и Павел Морозов за книгу стихотворений «Рисунки с натуры». 

2000 — Дмитрий Казарин за книгу стихотворений «В потаенном саду» и Наталья Колесникова за книгу «Чаша снов» (среди молодых писателей премия). 

Спец. премия — журналист Борис Водовский за «Книгу памяти» (о воинах-астраханцах, погибших в Чечне и Дагестане). 

2002 — молодая поэтесса Ольга Малиева за сборник стихов. 

2005 — поэт из п. Харабали Юрий Богатов за собрание стихов «Оставь меня, неверие мое».
В 2011 году Агентством по делам молодёжи Астраханской области совместно с Астраханским отделением 
 Союза писателей был проведен Интернет-конкурс на Литературную премию Клавдии Холодовой. 

Победителями в номинации «Поэзия» стали Владимир Никулин, Максим Стефанович, Екатерина Воробьева. 
 В номинации «Проза»: Марина Струкова, Елена Сазанович, Андрей Кадацкий.

## Поэтические сборники и публикации
- Холодова К. Я верю. Комсомолец Каспия 1965 г.
- Холодова К. Голубой олень. Стихи. — Волгоград: Нижне-Волж. Книжн. изд-во, 1967.- 25 с.

- Холодова К. Лесная река. Стихи. — Волгоград: Нижнее-Волж. книжное изд-во, 1974.- 63с.
- Холодова К. Родниковая кровь. Стихи. — М.: Современник, 1976.-78с. с порт. (Первая книга в столице). книжн. Изд-во, 1978.-112с.
- Холодова К. Буду солнечно жить — стихи и поэма. Волгоград, Ниж.-Волж. кн. изд-во, 1978
- «Где Волга прянула стрелою…» Астрахань поэтическая. Литературно-художественное издание. — Астрахань, 1995.- с.248-249.

- Антология астраханской поэзии — Астрахань, 2003.- с.118-127.